# 라흐 크루어한

라흐 크루어한(아일랜드어: Ráth Cruachan)은 아일랜드 로스커먼주에 소재한 유적지이다. 아일랜드 신화에 따르면 고대 아일랜드의 코나크타 왕국의 수도였던 곳이라고 한다. 신화대로 정말 이곳이 사람들이 거주한 곳이었는지 여부는 이론이 분분하지만 종교적인 의미에서 큰 중요성을 가진 곳이었다는 것은 확실하다.